# Zygmunt Szopa
Zygmunt Franciszek Szopa (ur. 12 października 1940 w Cisiu, zm. 26 lipca 2021 w Miechowie) – polski urzędnik państwowy i samorządowiec, wicewojewoda (1988–1994) i wojewoda kielecki (1994–1997), starosta miechowski (1998–2002).

## Życiorys
Syn Józefa i Leonardy. Z wykształcenia inżynier rolnictwa. W drugiej połowie lat 80. z ramienia ZSL objął obowiązki wicewojewody kieleckiego, którym pozostał do 1994, gdy premier Waldemar Pawlak mianował go wojewodą. Urząd ten sprawował do 1997. W 1998 został pierwszym po przywróceniu powiatów starostą miechowskim. W wyborach parlamentarnych w 1997 bez powodzenia kandydował na posła, a w wyborach w 2001 na urząd senatora w województwie małopolskim z ramienia PSL. W sierpniu 2002 został dyrektorem małopolskiego oddziału regionalnego Agencji Restrukturyzacji i Modernizacji Rolnictwa.
Kawaler Zakonu Rycerskiego Grobu Bożego (1995). Działacz Ochotniczej Straży Pożarnej, został przewodniczącym jej zarządu powiatowego. Został odznaczony Krzyżem Oficerskim Orderu Odrodzenia Polski (1997).